# John West Sinclair
John West Sinclair (6 de enero de 1900 – 13 de febrero de 1945) fue un actor cinematográfico de nacionalidad estadounidense, cuya carrera se desarrolló principalmente en la época del cine mudo.

## Biografía
Nacido en Memphis, Tennessee, fue un especialista de acción, uno de los dobles favoritos de héroes de acción de los años 1920 como Ken Maynard, Billy Sullivan y Reed Howes. Más adelante escribió gags para las comedias de W.C. Fields It's a Gift y Man on the Flying Trapeze, e hizo papeles sin acreditar en varias películas sonoras.
John West Sinclair falleció en 1945 en Los Ángeles, California, a causa de una cirrosis hepática. Tenía 45 años de edad. Fue enterrado en el cementerio Pierce Brothers Valhalla Memorial Park, en North Hollywood. Había estado casado con la actriz Thelma Hill.

## Filmografía
- High Spirits (1927)
- It Pays to Advertise (1931)
- Million Dollar Legs (1932)
- High Gear (1933)
- Kiss and Make Up (1934)
- Car 99 (1935)
- Secret Service of the Air (1939)
- The Great American Broadcast (1941)
- All Through the Night (1942)
- They Got Me Covered (1943)
- Hail the Conquering Hero (1944)